# اس‌ام یوبی-۳۱
اس‌ام یوبی-۳۱ (به انگلیسی: SM UB-31) یک زیردریایی بود. این زیردریایی در سال ۱۹۱۵ ساخته شد.